# Île Bastien
Île Bastien är en ö i Franska Guyana (Frankrike). Den ligger i den nordvästra delen av landet, 210 km väster om huvudstaden Cayenne.